# Jesús Sepúlveda (poeta)
Jesús Antonio Sepúlveda Salas (Santiago de Chile, 8 de diciembre de 1967) es un poeta y ensayista chileno con una obra publicada en una veintena de países.
Publicó su primer libro de poemas Lugar de origen a los 19 años de edad durante la dictadura militar chilena. Ha sido incluido por Teresa Calderón, Lila Calderón y Tomás Harris en la antología de poesía de la Generación post 87.
Publicó en Buenos Aires el ensayo El jardín de las peculiaridades, «un libro impregnado de la filosofía contracultural contemporánea», y aparecido por entregas en la revista estadounidense Green Anarchy.
Es doctor en Lenguas Romances y docente de la Universidad de Oregón. Reside en Eugene, Oregón (Estados Unidos).

## Biografía
Jesús Sepúlveda nació el 8 de diciembre de 1967 en Santiago de Chile (Chile). Cursó su educación en el Liceo Experimental Manuel de Salas y estudió Pedagogía en Castellano en la Universidad Metropolitana de Ciencias de la Educación.
En 1985 integró el taller literario Fines de Siglo dirigido por Carmen Berenguer, entablando amistad con varios autores de la Generación Post 87, entre ellos Víctor Hugo Díaz, Malú Urriola, Guillermo Valenzuela y Álvaro Leiva.
En 1989 recibió la Beca del Taller de Poesía de la Fundación Pablo Neruda y entre 1992 y 1995 dirigió la revista Piel de Leopardo, publicación que marcó la escena literaria de la transición democrática.
En Estados Unidos realizó estudios de posgrado en la Universidad de Oregón, obteniendo una Maestría en Literatura Hispánica (1997) y un Doctorado en Lenguas Romances (2003).
Codirigió con el poeta Paul Dresman el periódico bilingüe Helicóptero. Fue colaborador de la revista estadounidense Green Anarchy.
En 2005 su ensayo El jardín de las peculiaridades fue traducido al inglés (ya lo había sido al portugués) y publicado por la editorial estadounidense Feral House, que describió al autor como anarquista verde.
En 2009,  Camilo Echegoyen y Juan Carlos Mege dirigieron la película Hotel Marconi, basada en el libro de poemas homónimo de Jesús Sepúlveda.
Jesús Sepúlveda ha sido invitado a numerosos festivales y recitales de poesía alrededor del mundo, presentando su obra en más de veinte países de América Latina, Norteamérica, Europa y Asia.

### Obra
La obra poética de Jesús Sepúlveda ha sido compilada en Poemas de un bárbaro (2013) y Poço de seda (2022).

### Poesía
- El animal tiene hambre. Salem, Oregón (EE UU): El Arco y la Flecha Editores, 2024. ISBN 9798895045114.
- Pax Americana. Athens, Ohio (EE UU): El Sur es América, 2023. ISBN 9781736178478.]
- Poço de seda. Antologia breve. Lisboa, Portugal: Livros Flauta de Luz, 2022. ISBN 9789895317820.
- É um Rio que Perdeu a sua Luz (e-book). Brasil: Entre Editora, 2020.]
- Espejo de los detalles / Mirror of Details (edición bilingüe). Virginia (EE UU): El Sur es América, 2020. ISBN 9781733733748.
- Espejo de los detalles. Santiago de Chile: Calabaza del Diablo, 2020] ISBN 9789569400568
- Wirikuta. Puerto Rico: Proyecto Editorial La Chifurnia, 2019]
- Secoya. New York (EE UU): Sudaquia Ediciones, 2015. ISBN 9780996341004.
- Poemas de un bárbaro (selected poems 1987-2013). Santiago de Chile: Contragolpe Ediciones, 2013. ISBN 9789569408007.
- Antiegótico. Viña del Mar, Chile: Nihil Obstat, 2013.]
- Escrivania. Santiago de Querétaro, México: Ediciones El Hechicero, 2003.
- Correo negro. Buenos Aires, Argentina: Ediciones del Leopardo, 2001.
- Hotel Marconi. Santiago de Chile: Cuarto Propio, 1998. ISBN 9789562601306.
- Hotel Marconi. Santiago de Chile: Cuarto Propio (edición bilingüe), 2012. ISBN 978-956-260-371-3
- Reinos del príncipe caído. Santiago de Chile: Ediciones Documentas, 1991.
- Lugar de origen.  Santiago de Chile: Ediciones de la Hecatombe, 1987.

### Ensayo
- Poetic Reason in the Age of Digital Control (2023). Segunda edición.] Introducción de John Zerzan. Athens, Ohio (USA): El Sur es América, 2024. ISBN 9798989039531.
- Poets on the Edge: Vicente Huidobro, César Vallejo, Juan Luis Martínez, and Néstor Perlongher.] Boca Ratón, Florida (USA): Brown Walker Press, 2016. ISBN 978162734 5767
- Rebeldes y terrestres] (en colaboración con Amado Láscar). Santiago de Chile: Mosquito, 2008.
- El jardín de las peculiaridades. Buenos Aires, Argentina: Ediciones del Leopardo, 2002.

## Premios y reconocimientos
- Premio de Poesía “El Arco y la Flecha Editores”. Feria del Libro de Oregón, 2024.
- Segundo lugar Concurso de Poesía en español. Oregon Poetry Association, 2024.
- Beca escritor en residencia. Fundación Sylt, Sylt, Alemania, 2018.
- Primer premio “Concurso de Poesía Oregoniana 2019”. Instituto de Cultura Oregoniana, 2019.[14]
- Beca escritor en residencia. Fundación Sylt, Johannesburgo, Sudáfrica, 2016.
- Beca de creación. Fondo del Libro y la Lectura. Ministerio de Educación, Chile, 2005.
- Premio de Poesía. Revista Perro Negro. Buenos Aires, Argentina, 2000.[15]
- Beca de creación. Taller de Poesía. Fundación Pablo Neruda. Santiago de Chile, 1989. [16]